# Сума Рімана

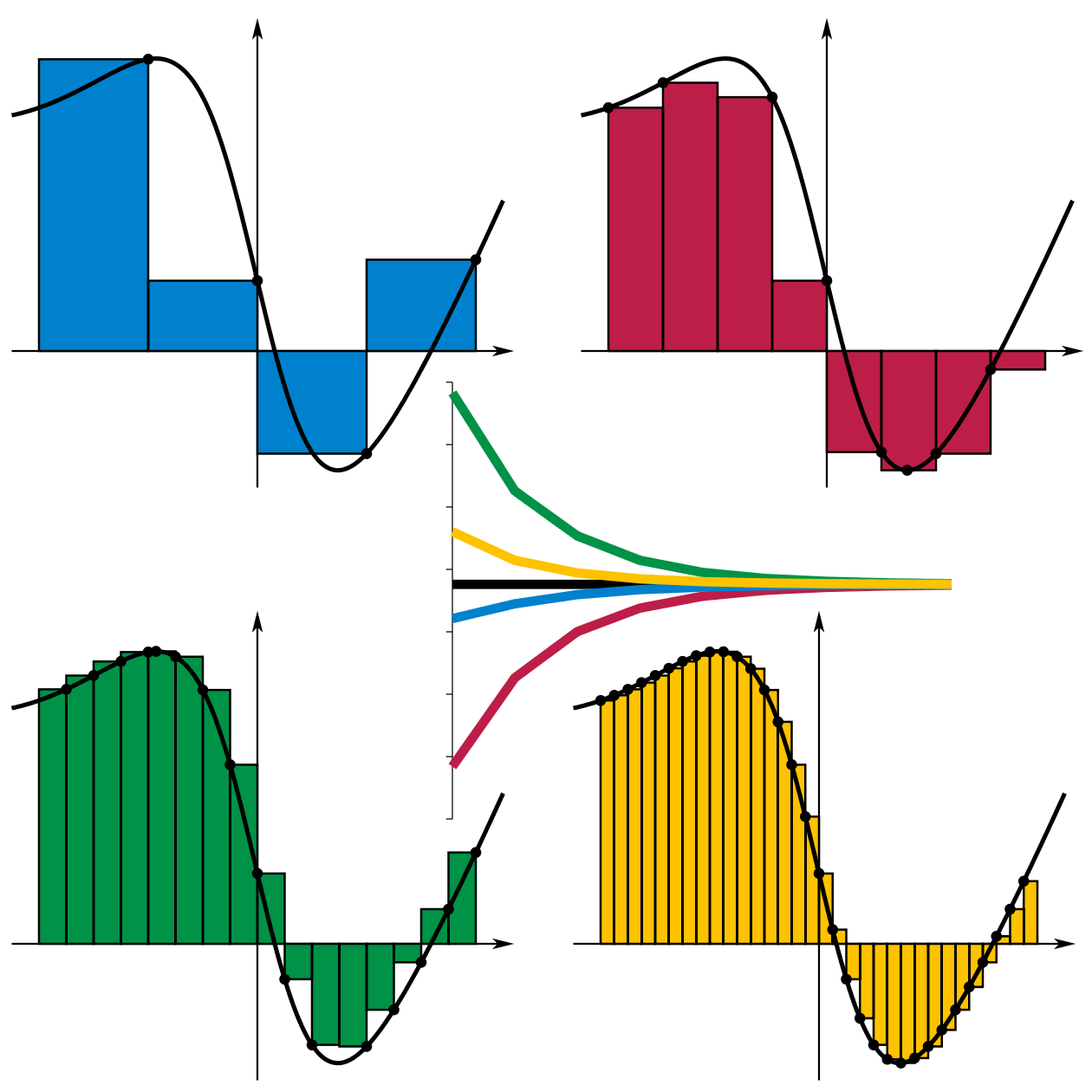
Чотири методи Ріманової суми для наближення площі під кривими. Правий і лівий методи виконують наближення використовуючи праві і ліві крайні точки кожного підінтервалу, відповідно. Методи максимуму і мінімуму виконують наближення використовуючи найбільше і найменше значення кінцевої точки кожного підінтервалу, відповідно.

В математиці, сума Рімана є певного виду наближенням інтегралу за допомогою скінченної суми. Вона названа на честь німецького математика із дев'ятнадцятого століття Бернгарда Рімана. Його одним із самих загальних застосувань є апроксимація площі, що обмежують графіки функцій або криві, а також довжини кривих і інші наближення. 
Суму розраховують шляхом розділення області за допомогою простих фігур (прямокутників, трапецій, парабол, або кубічних функцій), які разом утворюють область наближену до тієї, яку необхідно виміряти, Тоді розрахувавши площі кожної з цих фігур, і додавши всі ці малі площі разом отримується загальна площа області. Цей підхід можливо використовувати для пошуку числового наближення визначеного інтегралу навіть якщо фундаментальна теорема числення не дозволяє легко знайти скінченного рішення.
Оскільки область, яку заповнюють невеликі фігури зазвичай не є точно тією ж самою як область, яку необхідно виміряти, сума Рімана буде відрізнятися від актуальної площі. Цю похибку можна зменшити, якщо поділити область на менші інтервали, використовуючи все менші і менші фігури. З тим як ці фігури стають меншими, сума наближається до Інтегралу Рімана.